# Phorocera elongata
Phorocera elongata là một loài ruồi trong họ Tachinidae.